# سودواوریدین
سودواوریدین (به انگلیسی: Pseudouridine) با فرمول شیمیایی C۹H۱۲N۲O۶ یک ترکیب شیمیایی با شناسه پاب‌کم ۱۵۰۴۷ و جرم مولی ۲۴۴٫۲۰ g/mol است. شکل ظاهری این ترکیب، پودر سفید است. این ترکیب ایزومر نوکلئوزید اوریدین است.

Pseudouridine is biosynthesized from uridine via the action of Ψ synthases.